# Independência total
Independência total je himna Republike Sveti Toma i Princip. Himnom je proglašena 1975. godine. Napisao ju je Alda Neves da Graça do Espírito Santo, a ukomponirao Manuel dos Santos Barreto de Sousa e Almeida.

## Tekst himne
Refren:
Independência total,
Glorioso canto do povo,
Independência total,
Hino sagrado de combate.

Dinamismo
Na luta nacional,
Juramento eterno
No pais soberano de São Tomé e Príncipe.

Guerrilheiro da guerra sem armas na mão,
Chama viva na alma do porvo,
Congregando os filhos das ilhas
Em redor da Pátria Imortal.

Independência total, total e completa,
Costruindo, no progresso e na paz,
A nação ditosa da Terra,
Com os braços heróicos do povo.

Refren:

Trabalhando, lutando, presente em vencendo,
Caminhamos a passos gigantes
Na cruzada dos povos africanos,
Hasteando a bandeira nacional.

Voz do porvo, presente, presente em conjunto,
Vibra rijo no coro da esperança
Ser herói no hora do perigo,
Ser herói no ressurgir do País.

Refren:

Dinamismo
Na luta nacional,
Juramento eterno
No pais soberano de São Tomé e Príncipe.